# Longepi barmah
Longepi barmah är en spindelart som beskrevs av Norman I. Platnick 2000. Longepi barmah ingår i släktet Longepi och familjen Lamponidae. Inga underarter finns listade i Catalogue of Life.